# Kazimierz Radwański (archeolog)
Kazimierz Radwański (ur. 25 września 1924 w Górze, zm. 4 marca 2015 w Krakowie) – polski archeolog, konserwator zabytków i muzealnik, profesor nauk humanistycznych, przewodniczący wielu wypraw wykopaliskowych, pionier nowoczesnych badań archeologicznych nad początkami średniowiecznego Krakowa. Żołnierz Armii Krajowej, kapral podchorąży czasu wojny, powstaniec warszawski i więzień stalagu. W latach 1961-1995 dyrektor Muzeum Archeologicznego w Krakowie. 

## Życiorys

### Lata wojny
Przyszedł na świat w Górze koło Modlina zaś wychował w Warszawie. Do wybuchu wojny mieszkał na Żoliborzu a następnie w Śródmieściu na Krakowskim Przedmieściu 66. Przed wojną skończył drugą klasę I Państwowego Gimnazjum i Liceum im. Stefana Batorego w Warszawie. Wybuch wojny zastał go w Warszawie. 25 września wojska niemieckie zbombardowały jego rodzinny dom. Po zbombardowaniu wraz z rodziną przeniósł się do domu stryja przy ulicy Myśliwieckiej. Od początku 1941 do wybuchu powstania mieszkał zaś przy ulicy Chmielnej. W 1939 złożył przysięgę i wstąpił do Szarych Szeregów w których to pozostał do końca 1941 kiedy to dostał się do oddziałów AK. W trakcie powstania walczył w rejonie Śródmieścia Północnego i Południowego w zgrupowaniu "Harnaś" pod pseudonimami "Kazik" i "1559".
Po upadku powstania trafił do niewoli, został wywieziony do obozu w Niemczech, pracował w fabryce benzyny syntetycznej koło Hanoweru. W obozie tym doczekał wyzwolenia przez wojska alianckie. Po wyzwoleniu wstąpił w szeregi II Korpusu Wojska Polskiego we Włoszech, następnie przybył do Anglii. Jak wspominał, nie mógł się pogodzić z angielskim spojrzeniem na Polaków.

### Lata powojenne
W 1948 powrócił na stałe do Polski. W 1949 zdał maturę. W 1951 rozpoczął studia z archeologii na Uniwersytecie Jagiellońskim w Krakowie zaś w 1955 uzyskał tytuł magistra archeologii. Po ukończeniu studiów rozpoczął pracę w Urzędzie Miejskiego Konserwatora Zabytków Krakowa na stanowisku miejskiego archeologa. W 1961 został powołany na stanowisko dyrektora Muzeum Archeologicznego w Krakowie. W 1974 obronił doktorat na Wydziale Historycznym Uniwersytetu Warszawskiego, zaś w 1977 otrzymał tytuł naukowy doktora habilitowanego na Wydziale Architektury Politechniki Krakowskiej. W 1992 postanowieniem prezydenta RP Lecha Wałęsy otrzymał tytuł naukowy profesora nauk humanistycznych. W 1995 przeszedł na emeryturę.
W trakcie swojej kariery zawodowej stanął na czele wielu ekspedycji archeologicznych. Przeprowadził on m.in. odbudowę zespołu poklasztornego zakonu Karmelitów w Krakowie, pod jego kierunkiem podjęto próbę rekonstrukcji ogrodu przyklasztornego u stóp Wawelu. Zorganizował on także remont dworu w Branicach na potrzeby nowego oddziału Muzeum Archeologicznego w Krakowie – Oddziału w Nowej Hucie – Branicach. Jako pierwszy w Europie zastosował metody wierceń oraz badań interdyscyplinarnych na obszarze aglomeracji miejskiej.
Jest autorem i współautorem kilku książek a także kilkudziesięciu prac i opracowań naukowych. Był członkiem wielu towarzystw i organizacji. Zasiadał m.in. w Polskim Komitecie ICOM, Społecznych Komitecie Odnowy Zabytków Krakowa i Zarządzie Oddziału Polskiego Towarzystwa Archeologicznego i Numizmatycznego.
Pochowany 12 marca 2015 na Cmentarzu Salwatorskim w Krakowie (kwatera S-1-3).

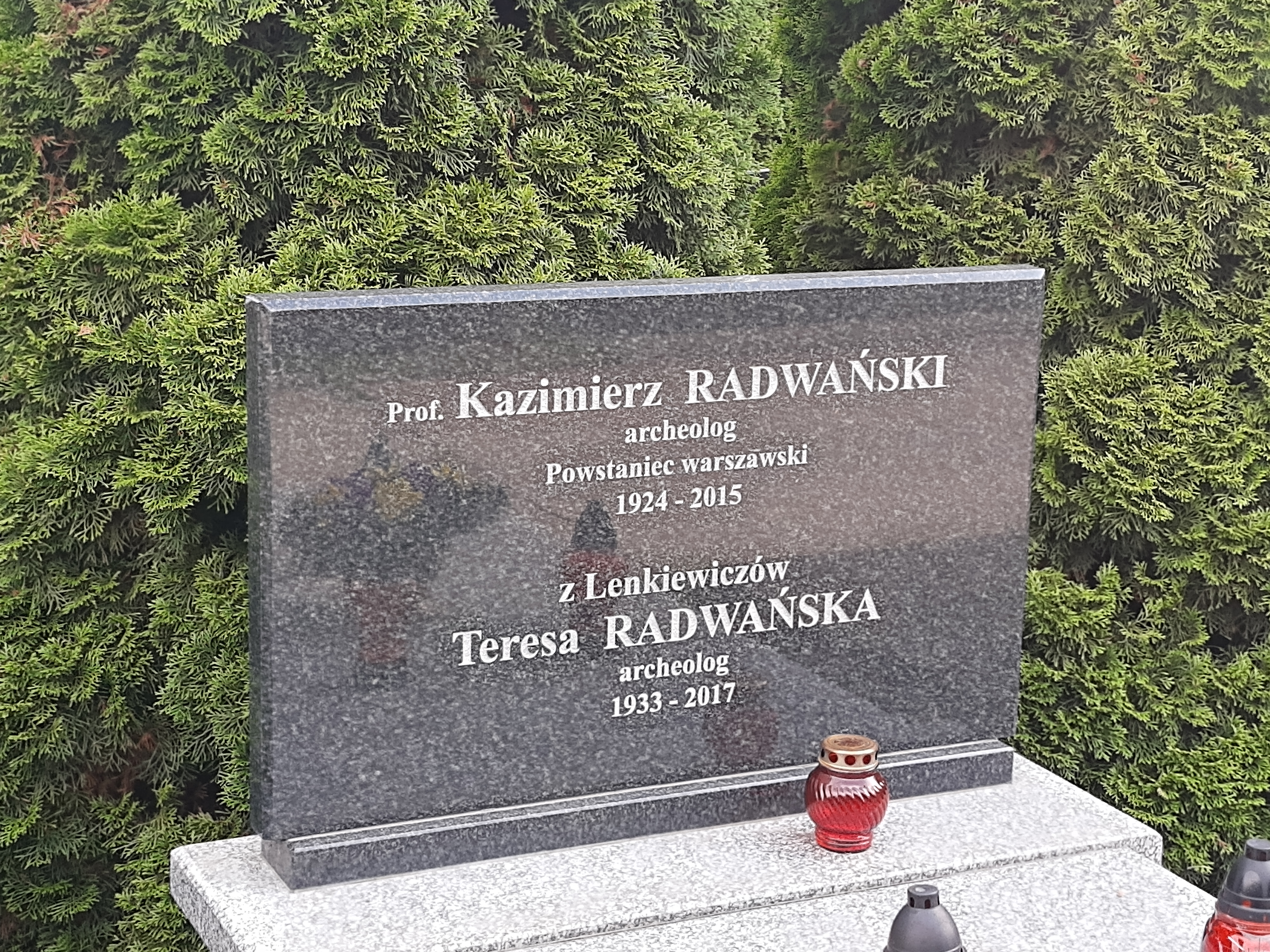
Grób Kazimierza Radwańskiego na Cmentarzu Salwatorskim

## Odznaczenia i nagrody
- Krzyż Walecznych (1944)
- Nagroda Miasta Krakowa (1976)
- Złoty Krzyż Zasługi[5]
- Krzyż Kawalerski Orderu Odrodzenia Polski[7] (1980)
- Krzyż Oficerski Orderu Odrodzenia Polski (1984)
- Warszawski Krzyż Powstańczy[5]
- Nagroda wojewody krakowskiego (1994)
- Nagroda im. Joachima Lelewela[5]
- Złota Odznaka „Za opiekę nad zabytkami”[5]